# Walker (Michigan)
Walker, è un comune degli Stati Uniti d'America, situato nello Stato del Michigan, nella contea di Kent.